# Jackie Frazier-Lyde
Jacqueline „Jackie“ Frazier-Lyde (* 2. Dezember 1961 in Beaufort, South Carolina) ist eine ehemalige US-amerikanische Boxerin und die Tochter des früheren Schwergewichtsweltmeisters Joe Frazier.
Die Rechtsanwältin und dreifache Mutter wurde durch das Boxdebüt von Muhammad Alis Tochter Laila Ali angeregt, im Alter von 39 Jahren selbst mit dem Boxen zu beginnen. Ihren ersten Kampf gewann sie am 6. Februar 2000 gegen Teela Reese durch Knockout in der ersten Runde.
Nach insgesamt sieben Kämpfen, die sie alle für sich entscheiden konnte (davon fünf durch Knockout), trat sie am 8. Juni 2001 gegen Laila Ali an. Der Kampf wurde im Vorfeld von den Medien als Ali vs. Frazier IV angekündigt – eine Anspielung auf die drei Kämpfe von Joe Frazier gegen Muhammad Ali. Frazier-Lyde verlor den Kampf nach Punkten.
Im Anschluss setzte sie ihre Boxkarriere fort. Sie konnte 2001 den WIBA-Titel im Halbschwergewicht und 2002 den WIBF-Titel im Supermittelgewicht gewinnen. 2002 gewann sie gegen die deutsche Boxerin Heidi Hartmann durch technischen K. o. in der dritten Runde. In ihren bislang fünfzehn Kämpfen war sie dreizehn Mal erfolgreich, dabei neun Mal durch Knockout.